# Elisabeth Ströker
Elisabeth Ströker (* 17. August 1928 in Dortmund; † 6. Dezember 2000 in Köln) war eine deutsche Philosophin und Wissenschaftshistorikerin.

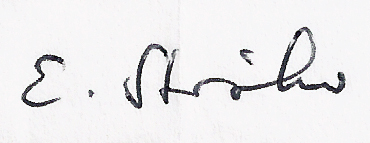
Elisabeth Ströker. Signatur 1976

## Leben
Elisabeth Ströker studierte Chemie, Mathematik und Philosophie an der Rheinischen Friedrich-Wilhelms-Universität in Bonn und legte dort in allen drei Fächern ihr Staatsexamen ab.
Theodor Litt und Oskar Becker waren ihre philosophischen Lehrer, bei denen sie 1955 mit einer Arbeit über Zahl und Raum in der Naturphilosophie Nicolai Hartmanns promoviert wurde. Der genaue Titel ihrer Dissertation lautete: Zahl und Raum: Wissenschaftstheoretische Studien über zwei fundamentale Kategorien der mathematischen Naturwissenschaft mit besonderer Berücksichtigung der Ontologie Nicolai Hartmanns. Sie unterrichtete einige Jahre am Helmholtz-Gymnasium in Bonn, ging dann nach Hamburg an die Universität und wurde Assistentin von Wolfgang Wieland, bei dem sie sich 1963 mit philosophischen Untersuchungen zum Raum habilitierte. 1965 übernahm sie in der Nachfolge von Hermann Glockner die Leitung des Philosophischen Seminars an der Technischen Hochschule Braunschweig. 1971 folgte sie einem Ruf an das Philosophische Seminar der Universität zu Köln. Von 1971 bis zu ihrer Emeritierung im Jahr 1993 war sie dort Direktorin des Husserl Archivs.

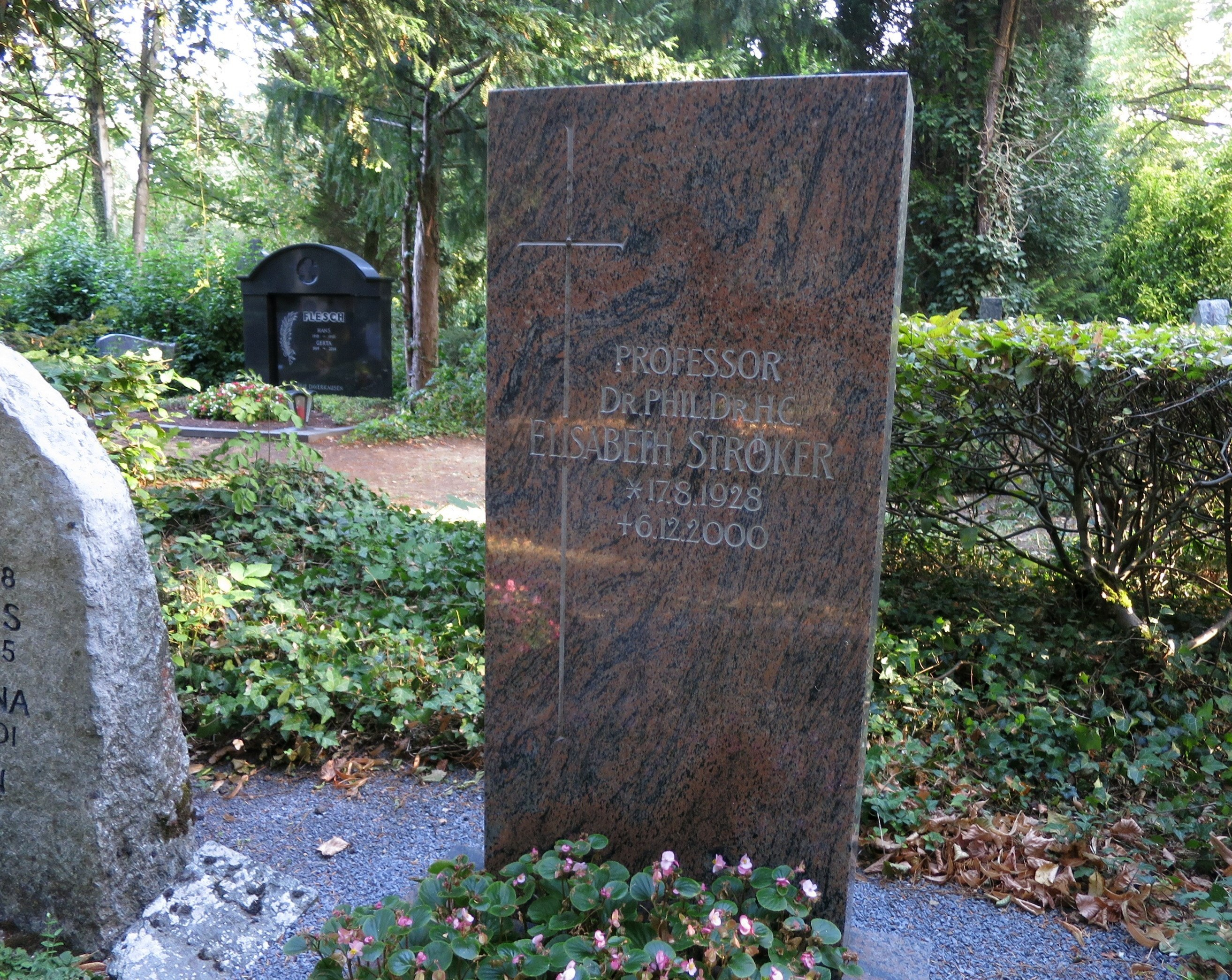
Grab Melaten-Friedhof

Als Mitglied des Wissenschaftlichen Beirats der Werner-Reimers-Stiftung hat sie sich besonders um die interdisziplinäre Forschung verdient gemacht. Ihre Arbeiten in der angelsächsischen Welt trugen viel dazu bei, dass man sich dort mehr mit der phänomenologischer Philosophie befasst und auseinandersetzt hat. Ein besonderes Anliegen war ihr die Zusammenarbeit deutscher und lettischer Phänomenologen. Lange leitete sie von deutscher Seite aus die „Lettisch-deutsche Gesellschaft für Philosophie“. Seit 1993 war sie korrespondierendes Mitglied der Braunschweigischen Wissenschaftlichen Gesellschaft.
Elisabeth Ströker starb 2000 im Alter von 72 Jahren und wurde auf dem Kölner Melaten-Friedhof (Flur 21 (U) Nr. 239) beigesetzt.

## Werk
Die Verbindung von Philosophie, Wissenschaft und rational gestützter Selbstverantwortung ist für die Arbeitsweise und das Werk Elisabeth Strökers charakteristisch. Aus dieser Synthese gewann sie die Klarheit ihres Ausdrucks, die Stringenz ihres Denkens und ihre Überzeugungskraft. Sie erkannte die Notwendigkeit einer ethischen Besinnung der Wissenschaften, für die diese allein nicht die nötige Kompetenz haben und für die daher eine zwischen den Wissenschaften und dem gemeinen Verstand vermittelnde philosophische Denkweise erforderlich ist.
Eine Maxime der Strökerschen Zuwendung zur Wissenschaft war es, dem, was die Wissenschaftler tun, auf die Spur zu kommen. Ihre Studien zur Entwicklung der Chemie sind lehrreiche Beispiele. In ihrem Bemühen um die Erhaltung und Wiederherstellung eines engen Kontaktes der Naturwissenschaft und ihrer Geschichte mit der Wissenschaftsphilosophie orientierte sie sich an der klassischen Phänomenologie Husserls. Die Leistungsfähigkeit der phänomenologischen Methode erprobte sie u. a. in Untersuchungen der Geschichtlichkeit des naturwissenschaftlichen Grundlagenwissens und der „regionalen Ontologie“ des Geschichtlichen in seiner Zeitlichkeit.
Das phänomenologische Philosophieren von Elisabeth Ströker ist wie folgt zu charakterisieren: Der Verschiedenheit von phänomenologischen und wissenschaftlichen Blickweisen entsprechen Zugangsweisen zu Phänomenbeständen, die sich nicht in der Einheit eines Begründungszusammenhangs unterbringen lassen, sondern allein durch ihren Rückbezug auf verschiedenartige menschliche Möglichkeiten und Aktivitäten zusammengehalten werden.

## Ehrung
1992 verlieh die Reichsuniversität Utrecht Elisabeth Ströker die Ehrendoktorwürde. Geehrt wurde sie „nicht nur für ihre grundlegenden Beiträge zur Husserlforschung, sondern auch für ihre Arbeiten zur Geschichte der Naturwissenschaft sowie für die Mitarbeit an der Herausgabe der Gesammelten Schriften von Helmuth Plessner“.

## Plagiatskontroverse um Doktorarbeit 1990
Im September 1990 erhob die Philosophin und damalige Kölner Kollegin, Marion Soreth, den Vorwurf, Ströker habe weite Teile ihrer bei Theodor Litt angefertigten und mit „Egregia“ (Herausragend) bewerteten Doktorarbeit wörtlich u. a. bei Bertrand Russell und Ernst Cassirer abgeschrieben, ohne die Quellen zu zitieren. Die Auseinandersetzung wurde von der Wissenschaftsjournalistin Irene Meichsner 1990 unter dem Titel „Hübsch geklaut“ zunächst im Kölner Stadtanzeiger veröffentlicht und anschließend von der Wochenzeitung Die Zeit übernommen.
Eine daraufhin von der Bonner Philosophischen Fakultät eingesetzte neunköpfige Prüfungskommission kam zu folgendem Ergebnis:
„Die Kommission hat keinen Zweifel, dass die Arbeit als Stück systematischer Philosophie (also außerhalb des ersten, die Grundlagen zusammenstellenden Teils) in der eigentlichen Substanz der Hartmann-Kritik eigenständig ist. […] Die Teile der Arbeit, die am ehesten im Verdacht der unzulässigen Verwendung fremden geistigen Eigentums stehen, sind, auch für den heutigen Betrachter erkennbar, Bericht, Zusammentragen der eigentlichen Ausgangsplattform, nicht eigene Erkenntnisse der Doktorandin. Es wird auch nicht behauptet, dass es sich um eigene Erkenntnisse über fremde Texte handelt.“
Die Kölner Fakultät distanzierte sich von diesem Urteil mit dem Hinweis, dass „weder damals noch heute“ in Köln die Arbeit von Ströker als Dissertation angenommen worden wäre. Das Verfahren gegen Ströker endete ein Jahr nach deren Emeritierung mit einem Vergleich. Der Doktortitel wurde Ströker nicht aberkannt.
In einem Offenen Brief wurde die einseitige Berichterstattung gegen Ströker als „unverantwortlich, unwürdig und unfair“ von über 100 Gelehrten zurückgewiesen. Zu den Unterzeichnern gehörten die Professoren Karl-Otto Apel, Hans Michael Baumgartner, Walter Biemel, Günter Dux, Paul Feyerabend, Norbert Hoerster, Ludger Honnefelder, Reinhart Koselleck, Hermann Krings, Hans Lenk, Hermann Lübbe, Odo Marquard, Günther Patzig, Annemarie Pieper, Heinrich Rombach, Eike von Savigny, Herbert Schnädelbach, Josef Simon, Holm Tetens, Michael Theunissen, Ernst Tugendhat und Carl Friedrich von Weizsäcker. Die Unterzeichner „stützen sich in ihrer Beurteilung auf ihre zum Teil jahrzehntelange wissenschaftliche Kooperation mit Ströker und sehen keinen Anlass, ihre Wertschätzung des Gesamtwerkes dieser wissenschaftlich bestens ausgewiesenen Kollegin ändern zu müssen. Sie verweisen auf einen Beschluss der Philosophischen Fakultät der Universität Bonn zur Dissertation von Ströker, der schon seit Monaten vorliegt und den Täuschungsvorwurf zurückweist. Sie möchten jedoch vor allem dazu beitragen, Elisabeth Ströker im öffentlichen Bewusstsein den Platz zu erhalten, der ihr aufgrund ihrer zahlreichen Publikationen und wissenschaftlichen Initiativen gebührt.“
Zur Plagiatskontroverse im Ganzen liegen ein Beitrag von Elisabeth Ströker selbst, eine Dokumentation von Marion Soreth sowie eine Übersicht von Marc Dressler vor. Die Plagiatsforscherin Debora Weber-Wulff wies 2014 auf den Fall Ströker im Sinne eines Plagiats hin.

## Buchveröffentlichungen (Auswahl)
- Philosophische Untersuchungen zum Raum. Klostermann, Frankfurt a. M. 1965, 2. Auflage 1977. ISBN 3-465-01249-6. Englisch: Ohio 1987
- Denkwege der Chemie. Alber, Freiburg / München 1967. ISBN 978-3-495-47155-5
- Einführung in die Wissenschaftstheorie. Wissenschaftliche Buchgesellschaft, Darmstadt und Nymphenburger, München 1973, 4. Auflage 1992. ISBN 978-3-534-05204-2. Japanisch Tokio 1978, 2. Auflage 1980. Türkisch Istanbul 1990.
- Theoriewandel in der Wissenschaftsgeschichte. Chemie im 18. Jahrhundert. Klostermann, Frankfurt a. M. 1982. ISBN 978-3-465-01496-6
- Phänomenologische Studien. Klostermann, Frankfurt a. M. 1987. ISBN 978-3-465-01762-2
- The Husserlian Foundations of Science. Washington 1987
- Husserls transzendentale Phänomenologie. Klostermann, Frankfurt a. M. 1987. ISBN 978-3-465-01773-8. Englisch: Stanford UP 1993
- Wissenschaftsphilosophische Studien. Klostermann, Frankfurt a. M. 1989. ISBN 978-3-465-01852-0
- mit Paul Janssen: Phänomenologische Philosophie. Handbuch Philosophie. Alber, Freiburg / München 1989. ISBN 3-495-47499-4
- Wissenschaftsgeschichtliche und wissenschaftstheoretische Studien zur Chemie, Berlin: Verlag für Wissenschafts- und Regionalgeschichte Engel, 1996, ISBN 978-3-929134-14-8 (Reihe Studien und Quellen zur Geschichte der Chemie; Bd. 8).

## Herausgebertätigkeit (Auswahl)
- mit Günter Dux und Odo Marquard: Helmuth Plessner – Gesammelte Schriften in 10 Bänden. Suhrkamp, Frankfurt a. M. 1980 bis 1985, Taschenbuchausgabe 2003. ISBN 978-3-518-06684-3
- mit Wolfgang Wieland: Handbuch Philosophie. 10 Bände: Politische Philosophie (Klaus Hartmann) 1981. ISBN 978-3-495-47455-6 / Sprachphilosophie (Josef Simon) 1981. ISBN 978-3-495-47467-9 / Philosophie der Sozialwissenschaften (Karl Acham) 1983. ISBN 978-3-495-47476-1 / Religionsphilosophie (Richard Schaeffler) 1983. ISBN 978-3-495-47831-8 / Philosophie der Logik (Thomas M. Seebohm) 1984 ISBN 978-3-495-47474-7 / Analytische Philosophie (Hans-Ulrich Hoche und Werner Strube) 1985. ISBN 978-3-495-47491-4 / Philosophie der Geisteswissenschaften (Theodor Bodammer) 1987, ISBN 978-3-495-47477-8 / Phänomenologische Philosophie (Elisabeth Ströker und Paul Janssen) 1989. ISBN 978-3-495-47499-0 / Philosophische Hermeneutik (Hans Ineichen) 1991. ISBN 978-3-495-47492-1 / Rechtsphilosophie (Matthias Kaufmann) 1996. ISBN 978-3-495-47478-5). Alber, Freiburg / München 1981 bis 1996
- Edmund Husserl – Gesammelte Schriften. 8 Bände und Zusatzband (E. Ströker: Husserls Werk). Register zur Ausgabe der Gesammelten Schriften. Meiner, Hamburg 1992 und 2012.
- mit Lothar Schäfer: Naturauffassungen in Philosophie, Wissenschaft, Technik. 4 Bände (Bd. I: Antike und Mittelalter. ISBN 3-495-47771-3. Bd. II: Renaissance und frühe Neuzeit. ISBN 978-3-495-47772-4. Bd. III: Aufklärung und späte Neuzeit. ISBN 978-3-495-47773-1. Bd. IV: Gegenwart. ISBN 978-3-495-47800-4). Alber, Freiburg / München 1993 bis 1996